# Дворец Лаудон
Дворец Лаудона (нем. Schloss Laudon), также именуемый Хадерсдорфским дворцом (Schloss Hadersdorf) — барочный дворец в Хадерсдорфе, сегодня это часть венского района Пенцинг.

## История
Впервые владельцы Хадерсдорфа документально упоминаются в 1130 году. В это время постройка на месте сегодняшнего дворца, вероятно, была замком или небольшой крепостью. В последующие века хозяева неоднократно менялись, пока в 1358 году его не приобрел местный князь, который, правда, в нем не жил, а поселил здесь своего форстмейстера.
Во время Первой турецкой осады Вены замок был разрушен. После отстройки, в 1551 году собственность перешла к семейству Тойффенбах (Teuffenbach), затем, в 1588 к Зигмунду фон Хоэнбургу (Sigmund von Hohenburg) из знатного рода Пранкхов. В 1654 году дворец приобрела Элеонора Младшая, супруга императора Фердинанда III. Во время второй Османской войны 1683 года (см. Венская битва) дворец был вновь поврежден. Очередной хозяин — придворный Андреас Шеллерер (Andreas Schellerer) — перестроил его в раннебарочном стиле. В 1708 году здесь останавливалась на две ночи Елизавета Кристина Брауншвейг-Вольфенбюттельская, жена будущего императора Карла VI. Наконец, в 1744 году при Франце Вильгельме Шеллерере (Franz Wilhelm Schellerer) дворец приобрел нынешний облик.
В 1776 году дворец приобрел фельдмаршал Эрнст Гидеон фон Лаудон и прожил в нем до своей смерти в 1790. До 1925 года дворец оставался в собственности семейства Лаудонов. После им недолго владел промышленник Отто Парнегг (Otto Parnegg), а в 1938 году, после аншлюса, здание подверглось «ариизации». После войны, в 1945—1955 годах было занято советскими войсками. В 1960 сыновья Парнегга продали дворец архиепархии Вены, распродавшей меблировку и в том же году перепродавшей постройку Альфреду Вайсу. Последний привел довольно обветшавший дворец в надлежащий вид и в 1962—1973 годах содержал здесь отель люкс-класса. Наконец, с 1976 года дворец арендуется государством. Тем не менее, доступ в сам дворец закрыт для публики. В одном из зданий на территории размещается часть Университета прикладных наук.

## Внешний вид
Дворец выстроен вокруг квадратного внутреннего дворика. С трех сторон он двухэтажный (если не считать крышу), с юго-востока — одноэтажный. В 1780-х годах Эрнст Лаудон обустроил вокруг дворца величественный ландшафтный парк, от которого сохранилась лишь небольшая часть. В парке разбросаны стаффажные элементы, в том числе две скульптуры вепря и статуя самого Лаудона в роли античного философа. Пруд, окружающий дворец, подпитывается из реки Мауэр, а сам дворец расположен недалеко от дороги, ведущей из Вены в Мауэрбах.

## Кенотаф Лаудона

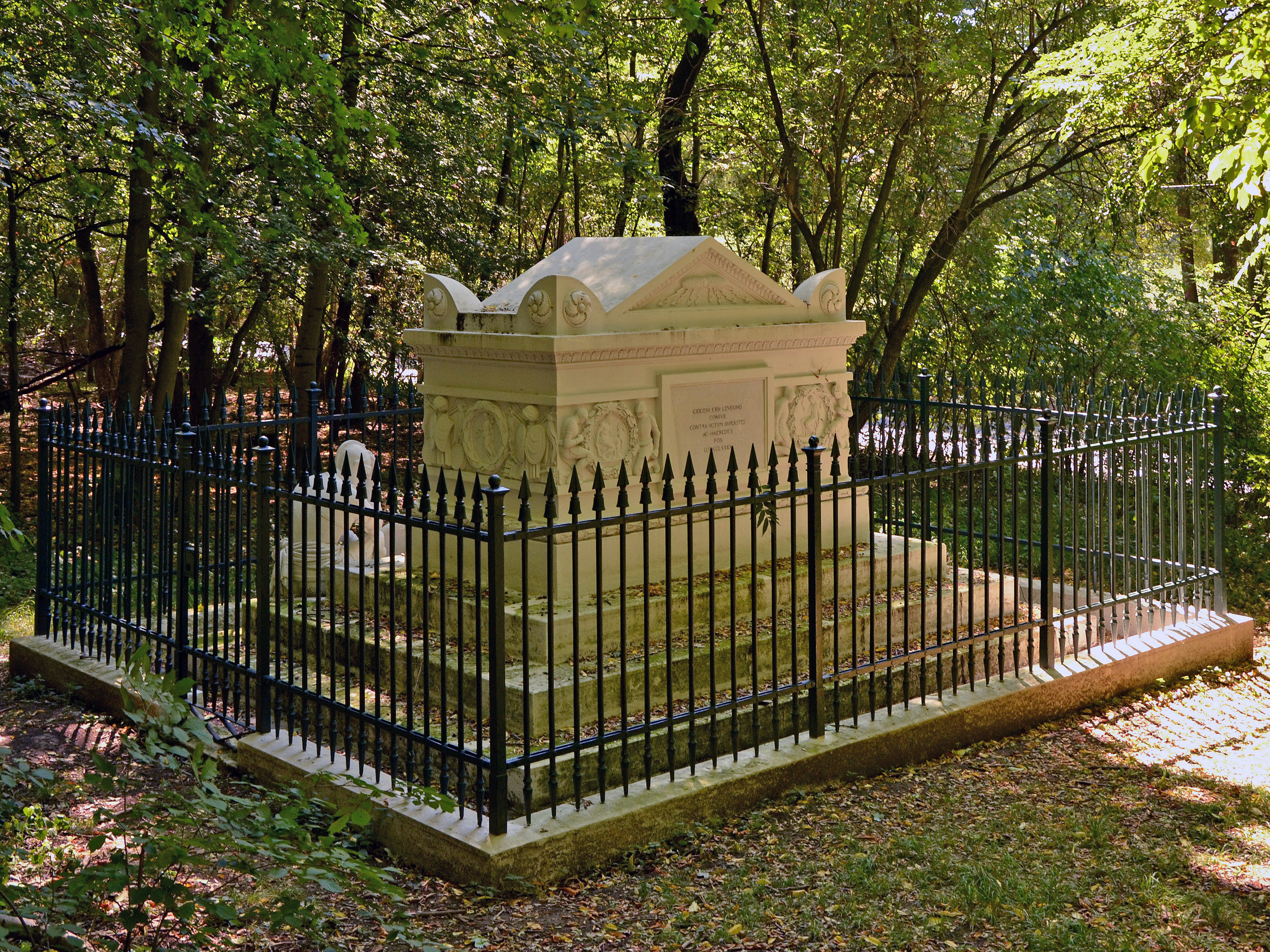

Классицистическое надгробие фельдмаршала Лаудона было установлено по заказу его вдовы Клары в 1791 году скульптором Францем Антоном фон Цаунером. Саркофаг имеет форму параллелепипеда со скатной крышей, со всех сторон украшен рельефными тондо с мифологическими фигурами. На длинных сторонах нанесены послания его вдовы на латыни. Возле кенотафа расположена скульптура «стража» — скорбящего рыцаря.
Изначально гробница находилась в пределах ландшафтного парка дворца, но теперь это просто непримечательное лесистое место по другую сторону улицы Мауэрбахштрасе (Mauerbachstraße). Саркофаг пуст: на самом деле это кенотаф, Лаудон похоронен в другом, в настоящее время неизвестном месте дворцового парка.

## Галерея

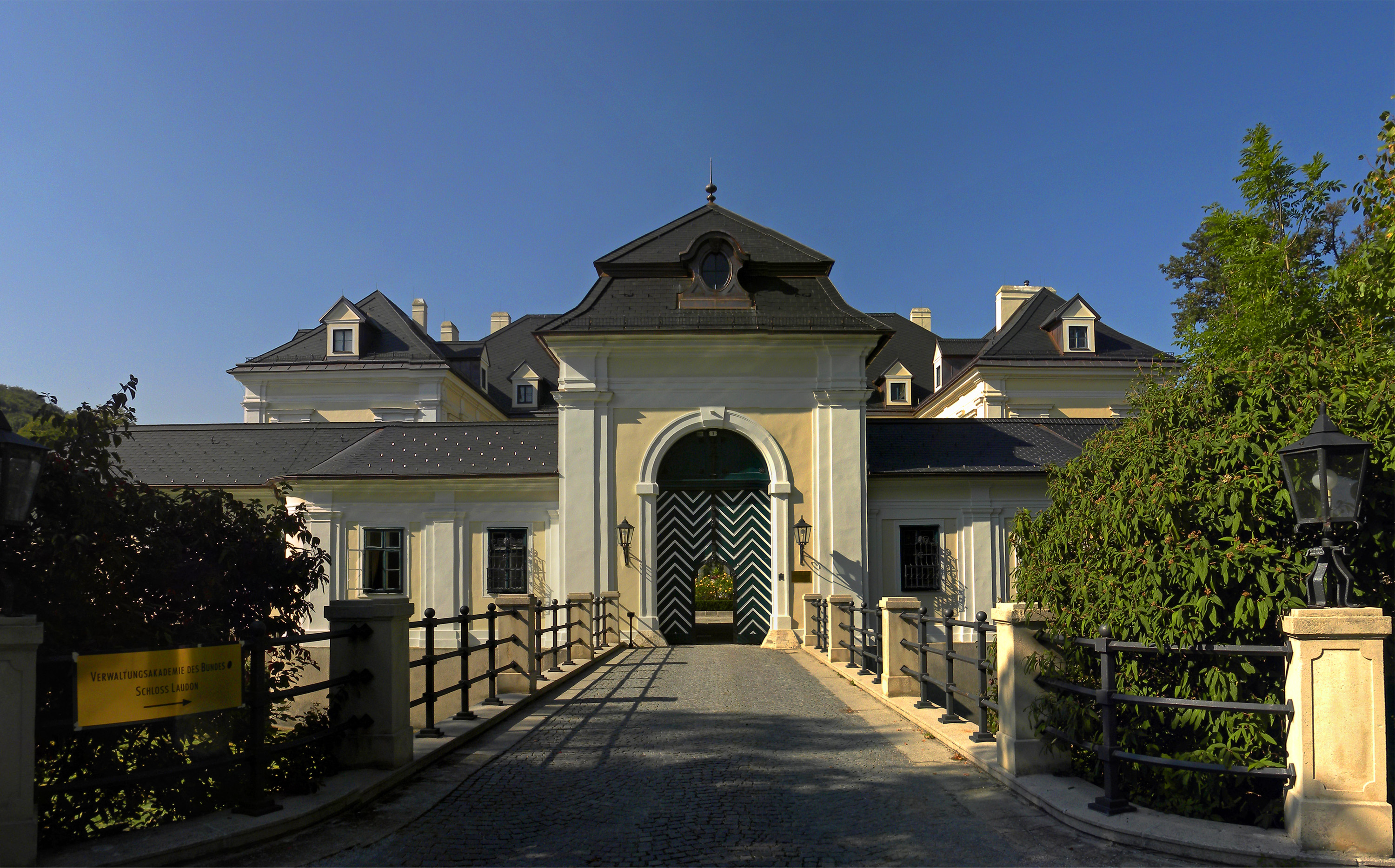
Вход во дворец
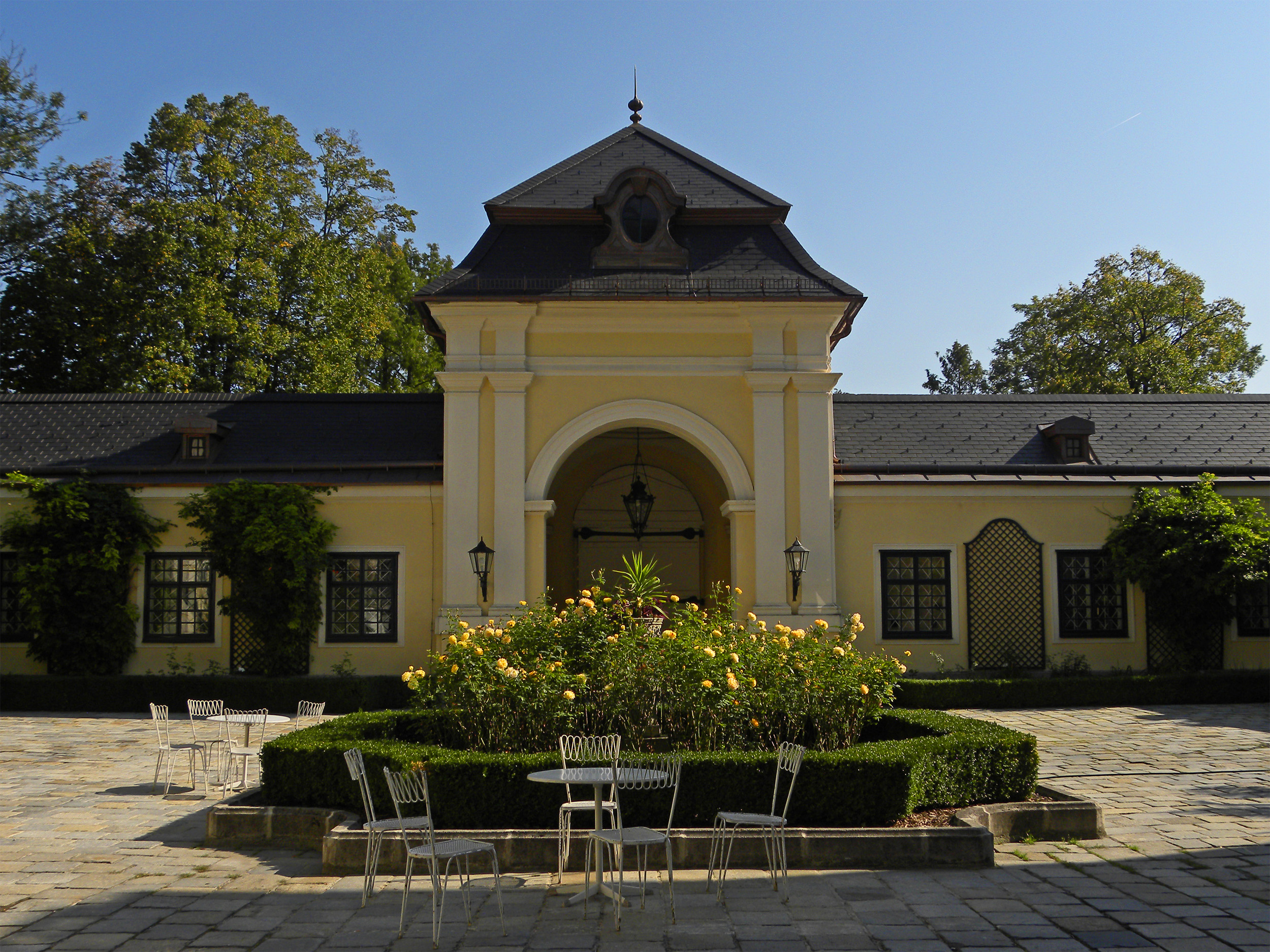
Внутренний дворик
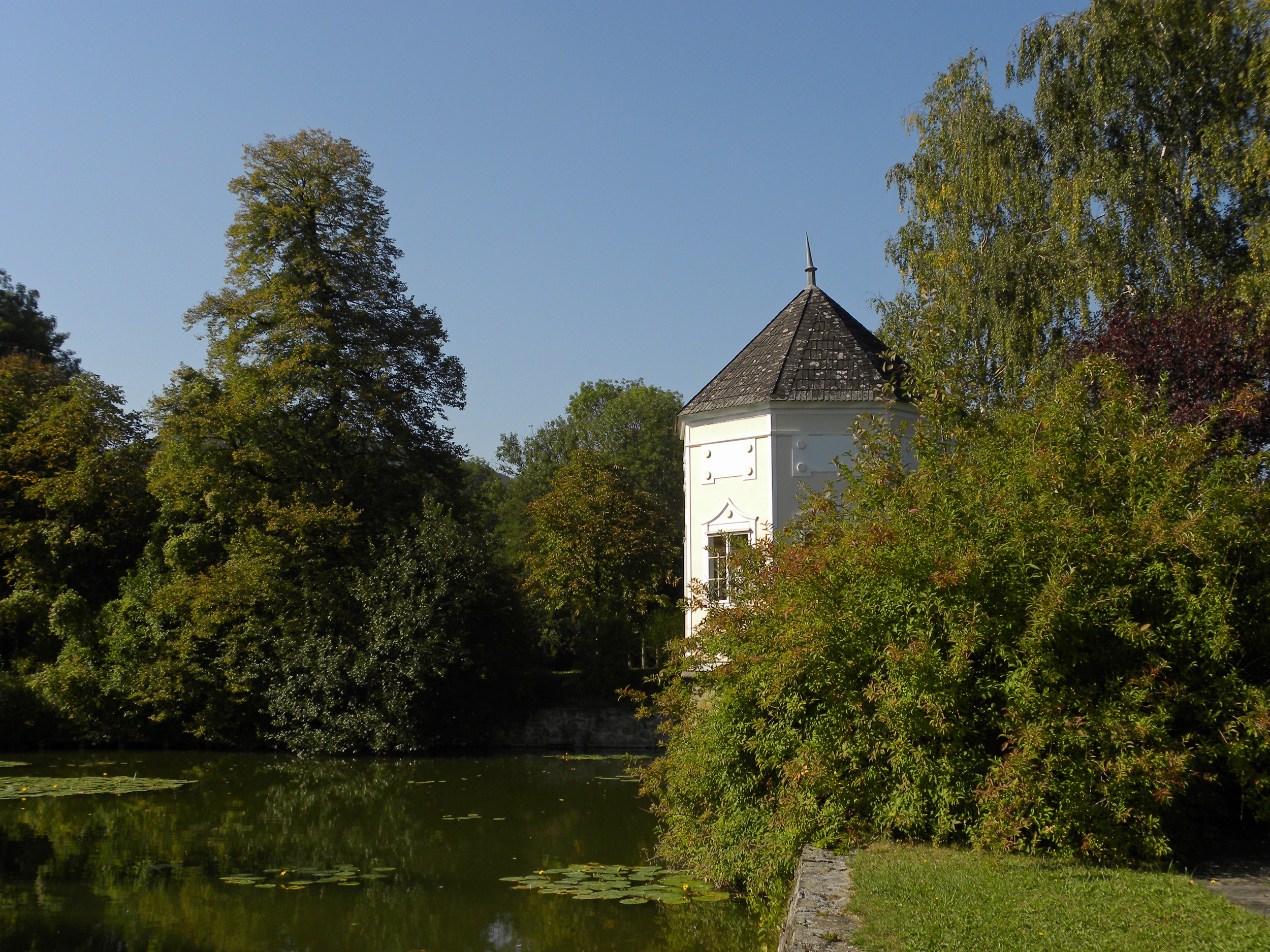
Парковый павильон
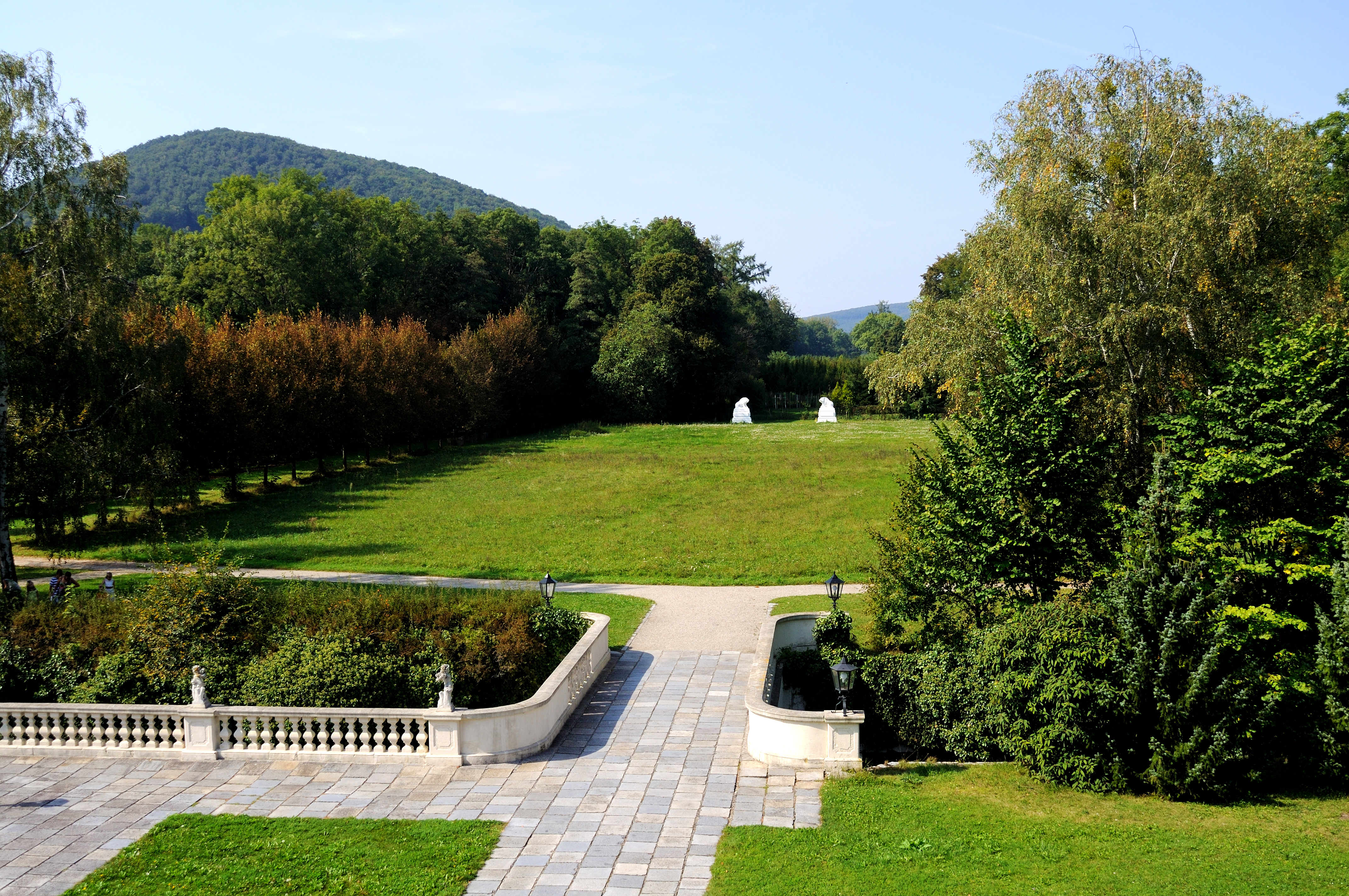
Дворцовый парк
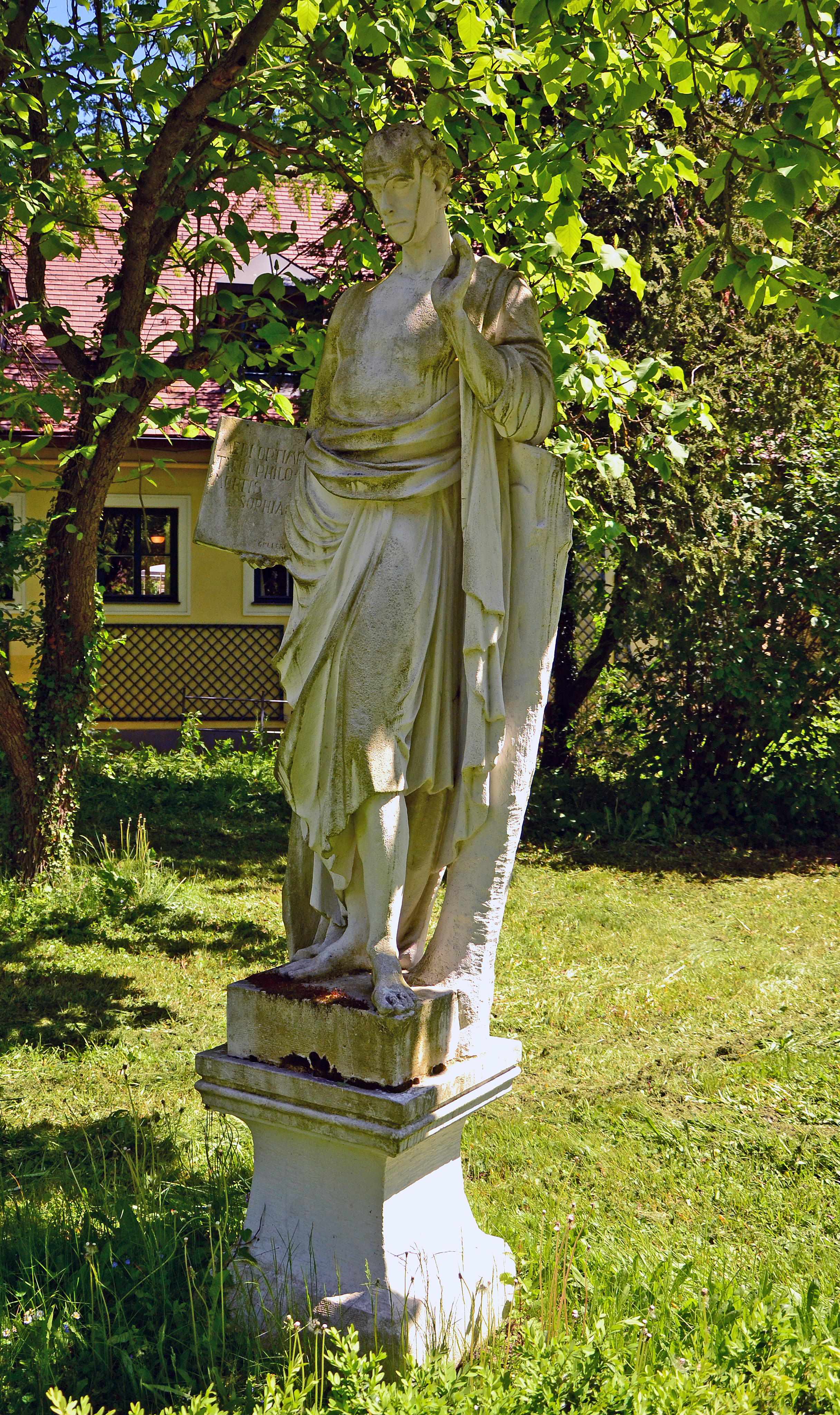
Лаудон в роли философа
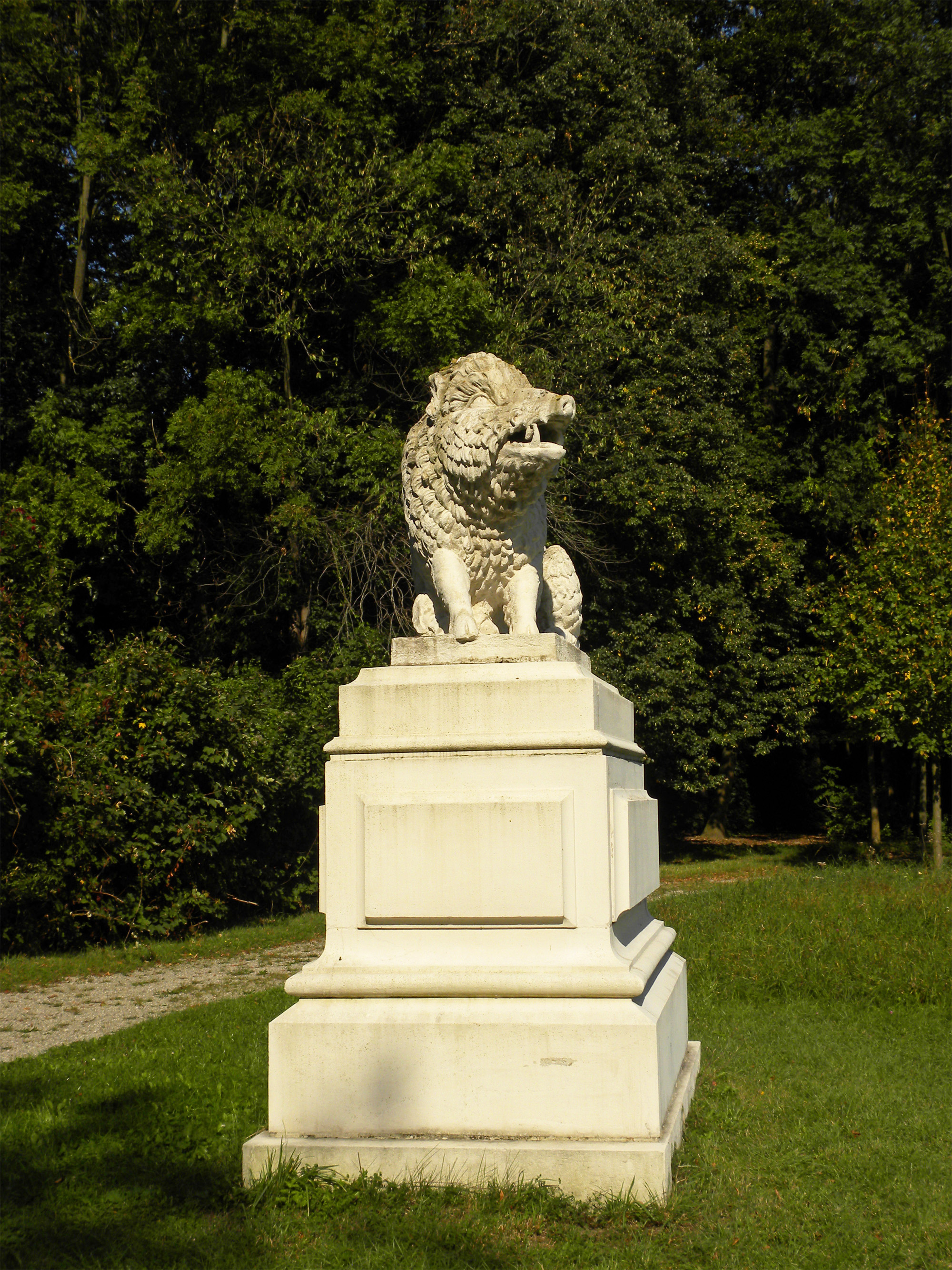
Скульптура вепря в парке
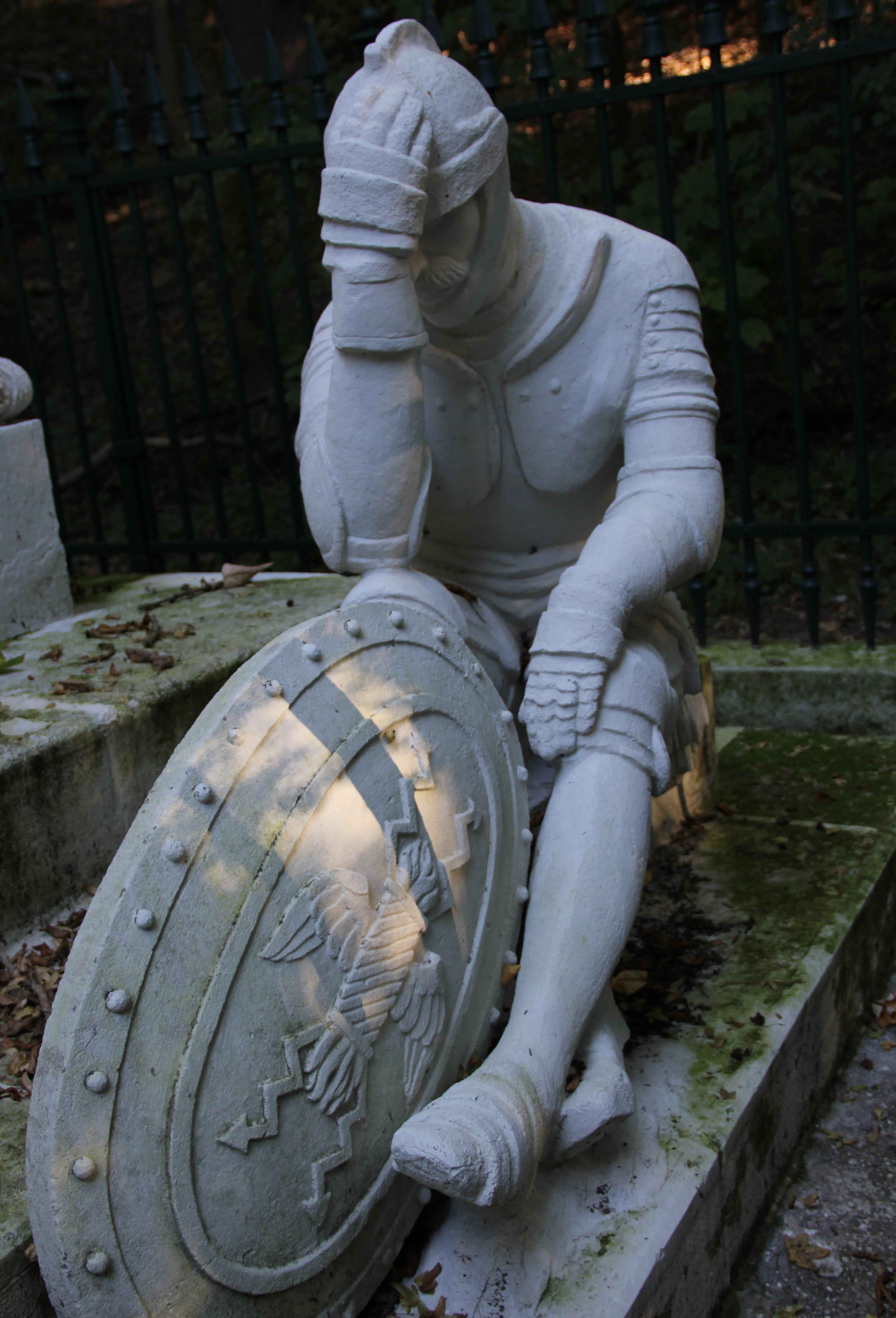
Скорбящий рыцарь у кенотафа Лаудона